# Tituria angulata
Tituria angulata är en insektsart som beskrevs av Matsumura 1912. Tituria angulata ingår i släktet Tituria och familjen dvärgstritar. Inga underarter finns listade i Catalogue of Life.